# 하이메 발데스
하이메 안드레스 발데스 사파타(Jaime Andrés Valdés Zapata, 1981년 1월 11일 ~ )은 칠레의 축구 선수이며 현재는 산티아고 원더러스 소속으로 뛰고 있다.
발데스는 오른쪽 윙어, 플레이메이커, 세컨드 스트라이커 등 여러 가지 공격 역할을 맡을 수 있다. 그의 주발은 오른발이다.